# Khouzestan Oxin Steel Company
La Khouzestan Oxin Steel Company (en persan : شرکت فولاد اکسین خوزستان) est une entreprise sidérurgique iranienne qui produit divers types de tôles d'acier nécessaires à la fabrication de réservoirs de stockage pour les produits pétroliers et d'autres produits sidérurgiques. Oxin Steel a été fondée en 2005 et a commencé sa production de masse en 2009. Actuellement, la capacité de production de l'entreprise équivaut à un million de tonnes de produits sidérurgiques par an. Le siège social et l'usine de fabrication de la société sont situés à Ahvaz. De 2009 à 2021, la production annuelle de l'entreprise était d'environ 700 000 tonnes, alors que sa capacité annoncée est d'un million et 50 mille tonnes.

## Historique
En réponse aux besoins et pour compléter la chaîne d'approvisionnement des industries nécessitant de larges tôles d'acier et des opérations de traitement thermique telles que le pétrole, le gaz, la pétrochimie, les industries maritimes et la fabrication de machines, ainsi que pour répondre aux besoins des produits industriels stratégiques de l'Iran, la société Khouzestan Oxin Steel a été créée en 2005. La société a commencé sa production de masse en 2009. Après sa création de 2005 à 2008, les opérations d'installation de l'usine ont eu lieu. En 2009, l'usine a été lancée et a commencé à fonctionner, et en 2010, la production de masse a débuté. En 2012, elle a dépassé le seuil de production de 600 mille tonnes. En 2013, elle a également lancé des fours de traitement thermique et la production de produits de spécialité, et a été désignée par l'Organisation des normes iraniennes comme la meilleure entreprise sidérurgique du pays. Les valeurs organisationnelles, l'orientation qualité, le travail d'équipe, le mérite, l'orientation client, l'amélioration continue et la responsabilité sociale sont considérées comme les valeurs organisationnelles de cette entreprise.

## Produits
53% des produits fabriqués par cette entreprise sont utilisés dans les conduites de transport de pétrole et de gaz, plus de 30% sont liés aux entreprises produisant des récipients sous pression et des réservoirs pour le stockage du pétrole et du gaz, et environ 10% sont utilisés dans les matériaux de construction. La capacité nominale de la société Oxin Steel est d'un million et 50 mille tonnes par an. La capacité de production nominale de tôles dans cette entreprise est annoncée à 1 050 mille tonnes par an, dont environ 210 mille tonnes ont la possibilité d'opérations de traitement thermique. La matière première consommée dans cette entreprise est des brames d'acier fournies par des aciéries à coulée continue. Les dimensions de ces brames d'acier sont de 110 à 130 millimètres d'épaisseur, 1 200 à 2 200 millimètres de largeur et 3 000 à 4 500 millimètres de longueur.